# Unione ucraina per i diritti umani di Helsinki
L'Unione ucraina per i diritti umani di Helsinki (in ucraino Українська Гельсінська спілка з прав людини?, Ukraïns'ka Hel'sins'ka spilka z prav ljudyny; in inglese Ukrainian Helsinki Human Rights Union; anche nota con l'acronimo UHHRU) è stata fondata da 15 organizzazioni pubbliche per i diritti umani il 1º aprile 2004. L'UHHRU è un'organizzazione senza fini di lucro e apartitica.

## Missione legale
Gli obbiettivi dell'UHHRU comprendono la realizzazione e protezione dei diritti e delle libertà promuovendo l'attuazione pratica degli articoli umanitari dell'Atto finale di Helsinki (Organizzazione per la sicurezza e la cooperazione in Europa) adottati nel 1975, altre leggi internazionali basate su di essi e tutti gli altri obblighi accettati dall'Ucraina in materia di diritti umani e la sfera delle libertà.

## Consiglio di vigilanza dell'Unione
Nel Consiglio di vigilanza sono membri di spicco del gruppo ucraino di Helsinki degli anni '60 e '80:
- Zynovij Antonjuk
- Mykola Horbal'
- Vasyl' Lisovyj
- Vasyl' Ovsijenko
- Jevhen Pronjuk
- Jevhen Sverstjuk
- Josyf Zisel's

## Membri
- Società pan-ucraina di prigionieri politici e vittime della repressione
- Associazione "Iniziativa civica" (Kropyvnyc'kyj)
- Centro di ricerca legale e politica "SIM" (Leopoli)
- Centro di ricerca sulla politica regionale (Sumy)
- Comitato di Černihiv per la protezione dei diritti costituzionali dei cittadini[1]
- Comitato civico per la protezione dei diritti costituzionali e delle libertà civili (Luhans'k)
- Organizzazione civica M’ART (alternativa per giovani) (Černihiv)
- Congresso delle comunità nazionali dell'Ucraina[2]
- Club ambientale “EOL” (Južne, Regione di Odessa)
- Istituto di questioni socioeconomiche "Respublica" (Kiev)
- Gruppo di protezione dei diritti umani di Charkiv
- Organizzazione regionale del comitato degli elettori ucraini di Cherson
- Società dei consumatori e dei contribuenti "Dignità" di Konotop (Regione di Sumy)
- Associazione della Società pan-ucraina Taras Ševčenko della città di Kryvyj Rih "Prosvita" (illuminismo)
- Filiale regionale del comitato degli elettori dell'Ucraina di Luhans'k
- Gruppo dei diritti umani di Odessa "Veritas"
- Gruppo di protezione dei diritti umani di Sebastopoli
- Ufficio dell'Associazione civica della città di Sumy "Pravozachyst" (Protezione dei diritti umani)

## Principali attività
- Monitoraggio costante dei diritti umani e delle libertà fondamentali in Ucraina
- Protezione dei diritti umani e delle libertà fondamentali nei tribunali e negli organi statali
- Conduzione di ricerche nel campo dei diritti umani, anche redazione di leggi e statuti
- Conduzione di seminari didattici, corsi di formazione e conferenze
- Promozione della rete di organizzazioni per i diritti umani in Ucraina

## Progetti recenti
- Sviluppare una rete di avvocati per i diritti umani attraverso la formazione e lo svolgimento di contenziosi strategici (dicembre 2006 - dicembre 2007)
- Influenzare le attività del programma dei partiti politici attraverso un monitoraggio delle attività di elaborazione della legge e analisi dei programmi preelettorali dei partiti politici in merito alla loro copertura delle questioni relative ai diritti umani (febbraio 2006 - marzo 2007)
- Sviluppare una rete di organizzazioni per i diritti umani al fine di aumentare la loro influenza sulle autorità e sulla società con l'obiettivo di una protezione attiva dei diritti umani (ottobre 2004 - dicembre 2005)

## Rapporti annuali "Diritti umani in Ucraina"
Dal 2005, UHHRU in collaborazione con il Gruppo per la protezione dei diritti umani di Charkiv e altre organizzazioni per i diritti umani pubblica un annuario dei diritti umani in Ucraina: Rapporto delle organizzazioni per i diritti umani (in ucraino e inglese). Tali relazioni analizzano l'osservazione dei diritti fondamentali; diritti sociali, economici e culturali; diritti umani in comunità "chiuse"; diritti collettivi e ambientali e offre raccomandazioni per azioni correttive in ogni area dei diritti umani. Ad oggi sono stati pubblicati due annuari (2004 e 2006). Le loro versioni inglesi sono liberamente accessibili dal sito web di UHHRU.